# Calliandra aeschynomenoides
Calliandra aeschynomenoides es una especie americana perteneciente a la subfamilia de las Mimosóideas dentro de las leguminosas (Fabaceae).

## Distribución
Es originaria de Brasil donde se encuentra en la Caatinga, distribuida por Pernambuco y Bahia.

## Taxonomía
Calliandra aeschynomenoides fue descrita por George Bentham  y publicado en Flora Brasiliensis 15(3): 415. 1876.
Etimología
Calliandra: nombre genérico derivado del griego kalli = "hermoso" y andros = "masculino", refiriéndose a sus estambres bellamente coloreados.
aeschynomenoides: epíteto latino compuesto que significa "similar a Aeschynomene.
Sinonimia
- Feuilleea aeschynomenoides Kuntze[3]